# Omar El Akkad
Omar El Akkad   (El Caire, 1982) és un periodista canadenc d'origen egipci. La seva novel·la What Strange Paradise va guanyar el premi Giller del 2021. El 2025, El Akkad va publicar Algun dia tothom hi haurà estat sempre en contra sobre la guerra entre Israel i Gaza del 2024.

## Trajectòria
Omar El Akkad va néixer al Caire i va créixer a Doha, la capital de Qatar. Quan tenia 16 anys es va traslladar al Canadà, va acabar l'institut a Montreal i es va matricular a la Queen's University de Kingston (Ontario). Té una llicenciatura en ciències de la computació.
Durant deu anys va treballar de reporter del diari The Globe and Mail, per a qui va cobrir la guerra de l'Afganistan, els judicis militars al centre de detenció de Guantánamo i la Primavera Àrab a Egipte. Posteriorment, va ser corresponsal a la Costa Oest dels Estats Units, on va cobrir el moviment Black Lives Matter.
La seva primera novel·la, American War, es va publicar el 2017 i el novembre de 2019 BBC News la va incloure en una llista de les 100 novel·les més influents.
El 2021 El Akkad va aparèixer al pòdcast Storybound. Més endavant, va guanyar el premi Giller per What Strange Paradise. El llibre tracta el fenomen migratori a través del personatge d'Amir, un jove sirià que és l'únic supervivent de l'enfonsament d'una barca de migrants.
També ha escrit el pròleg de The Annotated Arabian Nights: Tales from 1001 Nights de Yasmine Seale, la traducció anglesa més recent del recull de contes clàssics de l'Orient Mitjà (i l'única traducció anglesa completa del text original feta per una dona).